# Придері (кратер)
Кратер Придері (англ. Craters Pryderi) — метеоритний кратер на Європі, супутнику Юпітера.

## Характеристики
Утворився на місці падіння на поверхню супутника Європа космічного метеорита, якого притягнув у свою орбіту масивний Юпітер. Внаслідок чого сформувався ударний кратер з діаметром 1,7 кілометра. Центр кратера розташовано за координатами 66.1° пд. ш., та 159.1° зх. д.
Вперше про льодовий кратер довідалися у 2000 році, після дослідження поверхні супутника телескопами з Землі. Названий на ім'я Придері, валлійського епічного воїна, сина бога Пюїлла та Ріаннони в валлійській міфології.

## Ланки
- Картка об'єкту(англ.)